# Véronique Vigneron
Véronique Vigneron – francuska judoczka.
Brązowa medalistka mistrzostw świata w 1984. Zdobyła trzy medale mistrzostw Europy w latach 1981 - 1983. Mistrzyni Francji w 1981, 1983 i 1985 roku.